# (38454) Boroson
(38454) Boroson (1999 TB2) – planetoida z grupy pasa głównego asteroid okrążająca Słońce w ciągu 4,27 lat w średniej odległości 2,63 j.a. Odkryta 2 października 1999 roku.